# كاميلو خوسيه سيلا كوندي
كاميلو خوسيه سيلا كوندي (بالإسبانية: Camilo José Cela Conde)‏ هو فيلسوف وكاتب إسباني، ولد في 17 يناير 1946 في مدريد في إسبانيا.